# Sơn nguyên

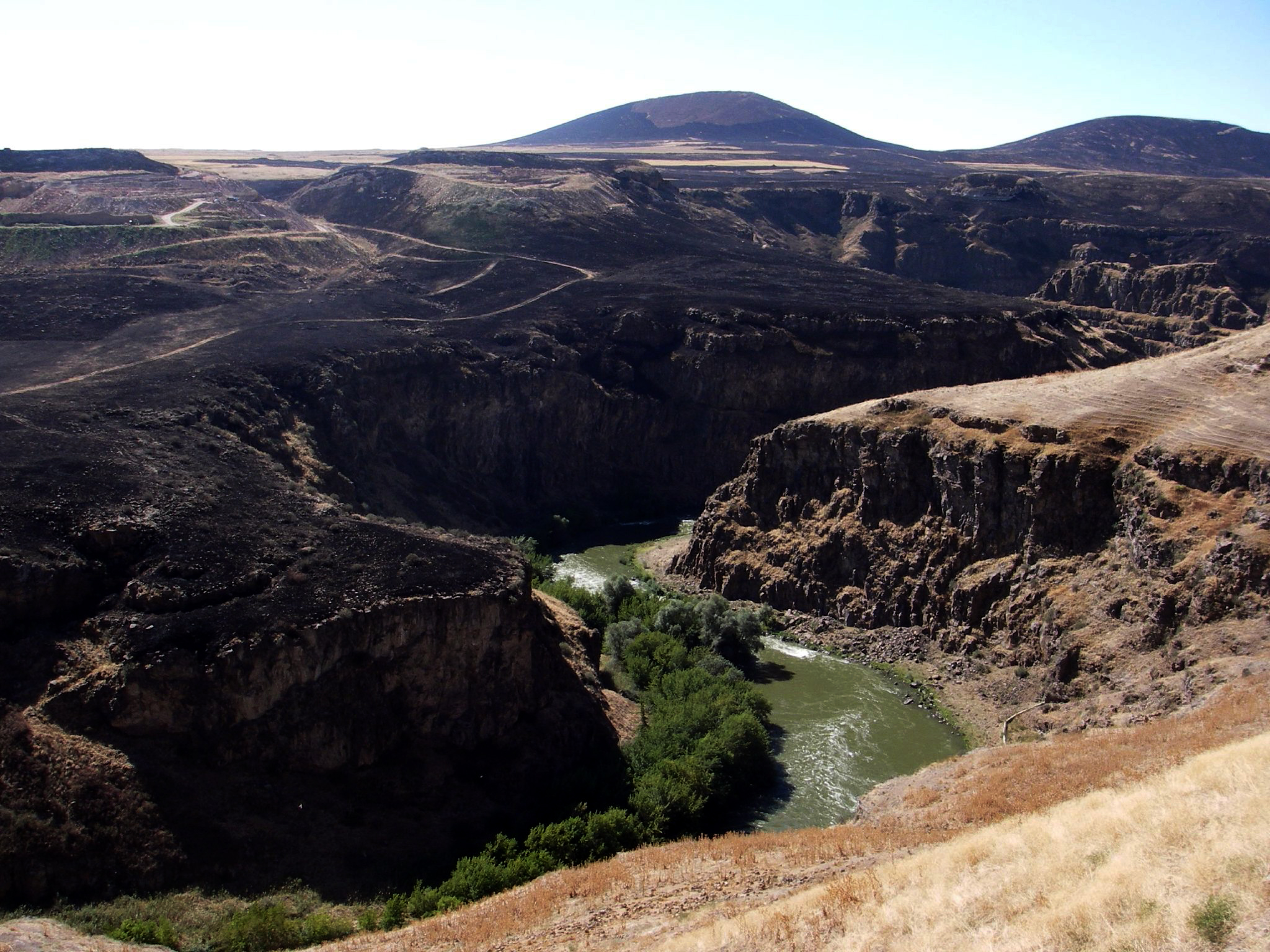
Sơn nguyên Armenia.

Sơn nguyên là một phần rộng về diện tích trên bề mặt Trái Đất, là sự kết hợp của các bình nguyên, cao nguyên, dãy núi và khối núi, đôi khi xen kẽ với các vùng lòng chảo bằng phẳng và rộng và nói chung nằm trên các thềm không phân chia ở độ cao lớn (trên 1.000 m).

## Ví dụ
Dưới đây liệt kê một số sơn nguyên:

### Châu Á
- Sơn nguyên Aldjhhhskoye (Nga).
- Sơn nguyên Áp Lục (Cộng hòa Dân chủ Nhân dân Triều Tiên).
- Sơn nguyên Armenia (Thổ Nhĩ Kỳ, Armenia, Gruzia, Azerbaijan, Iran).
- Dãy núi Assam (Ấn Độ).
- Sơn nguyên Bắc Sơn (Trung Á, Trung Quốc).
- Sơn nguyên Thượng Kolyma (Nga).
- Sơn nguyên Đông Tuva (Nga).
- Sơn nguyên Ghazni (Afghanistan).
- Sơn nguyên Quý Châu (Trung Quốc).
- Sơn nguyên Javalkheti (Gruzia).
- Sơn nguyên Iran.
- Sơn nguyên Karabakh (Azerbaijan và Armenia).
- Sơn nguyên Kolym.
- Sơn nguyên Koryak (Nga).
- Sơn nguyên Tiểu Á.
- Sơn nguyên Yana-Oymyakon (Nga).
- Sơn nguyên Patomskoye (Nga).
- Sơn nguyên Bắc Baikal (Nga).
- Sơn nguyên Stanovoye (Nga).
- Sơn nguyên Tây Tạng hay cao nguyên Thanh Tạng.
- Sơn nguyên Chukotka (Nga).
- Sơn nguyên Shan (Myanmar, Lào, Thái Lan, Trung Quốc)
- Sơn nguyên Nam Gruzia (Gruzia).
- Sơn nguyên Vân Nam hay cao nguyên Vân Quý.

### Châu Phi
- Adamava.
- Akhaggar (Algérie).
- Damara (Namibia).
- Lesotho (Lesotho).
- Sơn nguyên Các miệng núi lửa khổng lồ (Tanzania).
- Sơn nguyên Tibesti (Tchad).
- Sơn nguyên Abyssinia (Ethiopia).

### Úc
- Alps Australia.

### Châu Mỹ
- Sơn nguyên Andes.
- Sơn nguyên Antioquia (Colombia).
- Sơn nguyên Bolivia.
- Đại Bồn địa (Hoa Kỳ).
- Sơn nguyên Brasil (Brasil).
- Sơn nguyên Guiana (Guiana, Guiana thuộc Pháp, Surinam, Venezuela, Brasil, Colombia).
- Sơn nguyên Mexico (México).
- Sơn nguyên Trung Andes.

### Châu Âu
- Sơn nguyên Dinarsk (Albania, Bosnia và Herzegovina, Croatia, Kosovo, Montenegro, Serbia, Slovenia, Cộng hòa Macedonia).
- Donegal (Ireland).
- Sơn nguyên Bắc Scotland.
- Sơn nguyên Scandinavia.
- Sơn nguyên Mezeta (Pyrenees/Iberia).